# 琳娜·梅迪納
琳娜·瑪賽拉·梅迪納·德·胡拉多（西班牙語：Lina Marcela Medina de Jurado，1933年9月23日—），出生於秘魯，是世界紀錄和醫學史上最年幼的母親。她於1939年生下一名男嬰。當時，她年僅5歲7個月又21天大。

## 案例
琳娜1933年出生于秘鲁的蒂克拉波（Ticrapo），5歲時隨同雙親前往醫院就診，原因是她日漸膨脹的肚子。剛開始大家以為她長了腫瘤，但診斷醫師卻斷定其已懷胎七月。何拉多·羅沙達醫生帶她到祕魯首都利馬進行手術，以利其他專家確認琳娜確實懷孕。一個半月後，她於1939年5月14日由于骨盆窄小，經由剖腹生產生出一名男嬰。這場手術由羅沙達女醫師（Dr. Lozada）和布沙連努醫師（Dr. Busalleu）操刀，卡爾瑞塔醫師（Dr. Colareta）進行麻醉工作。這起案例由艾德芒多·伊斯卡曼醫師（Dr. Edmundo Escomel）詳細報告至《La Presse Medicale》，並附帶提及她的初潮於3岁時出現，並於4歲時乳房出現顯著發育，5歲時其身材呈現骨盆加寬並早一步骨骼成熟。
她的兒子出生時重達2.7公斤，由於家人過於震驚之餘無暇思考兒子要叫什麼名字，就接受暫以其醫師名字命名作海拉爾多（Gerardo），事後也就無再改名。海拉尔多年幼時以為琳娜是他的姊姊，但10歲時發現她是他母親。海拉尔多健康長大，却在1979年死於骨髓相關的疾病，得年40歲。
沒有證據顯示琳娜·梅迪納於非正常情況下懷孕，但她從未透露這個孩子的父親是誰，或是在何種情況下授精。2002年她婉拒路透社的訪談。1972年，琳娜嫁給勞爾·胡拉多（Raúl Jurado），並生下另一個兒子。他們住在利馬一處名為“小芝加哥”（Chicago Chico）的貧民區內。

### 相關證明
目前有兩張公開照片證明這起案例。第一張畫質不佳的照片大約攝於1939年4月初，當時琳娜懷胎七個半月。該照片拍攝下她的左半側，呈現出她筆直的裸體和無法確定的背景（一道映有其背影的房屋牆壁，或房間中在其頭頂上朝其照射的光線所形成的光暈空白）。這是唯一一張琳娜懷孕時的公開照片，作為證明她懷孕以及生理發育的證據該照片可謂十分重要。然而，該照在醫學界外沒有受到廣泛的注意。另一張十分清晰的照片則攝於琳娜生產一年後，當時海拉爾多約11個月大。 
雖然這起案例被某些人視為騙局，然而這些年來許多醫師卻已透過切片檢查法、“子宮內”的胎兒骨骼X射線以及照料她的醫師所拍攝照片加以證實。5歲孩童身上發生極度性早熟非常少見但非完全沒聽說過，對幼童的性騷擾亦十分普遍。然而如此年幼的孩童懷孕且分娩仍將是一個極爲罕見的例子，因為極端性早熟通常會被處理以抑制生育能力、保留生長空間並消減童年性成熟的社會結果，此外目前終結這類懷孕過程的手段遠比20世紀初更為有效。

## 外部連結
- . The Telegraph (Calcutta, India).   [2019-08-11]. （原始内容存档于2020-02-04） （英语）.
- The World's Youngest Mother （页面存档备份，存于）
- . Snopes.com.   [2019-08-11]. （原始内容存档于2021-12-13） （美国英语）.